# Josa chazaliae
Josa chazaliae är en spindelart som först beskrevs av Simon 1897.  Josa chazaliae ingår i släktet Josa och familjen spökspindlar.
Artens utbredningsområde är Colombia. Inga underarter finns listade i Catalogue of Life.